# Getterum, Öland
Getterum är ett mindre by på norra Öland i Borgholms kommun. Byn ligger nordost om Böda längs länsväg 136. Det finns cirka fem bostadshus i byn, varav det bor flera sommargäster än bosatta i.